# Wadi

Wadi Bani Khalid in der Scharqiyya-Süd-Region (nördlich der Wahiba-Wüste, Oman)

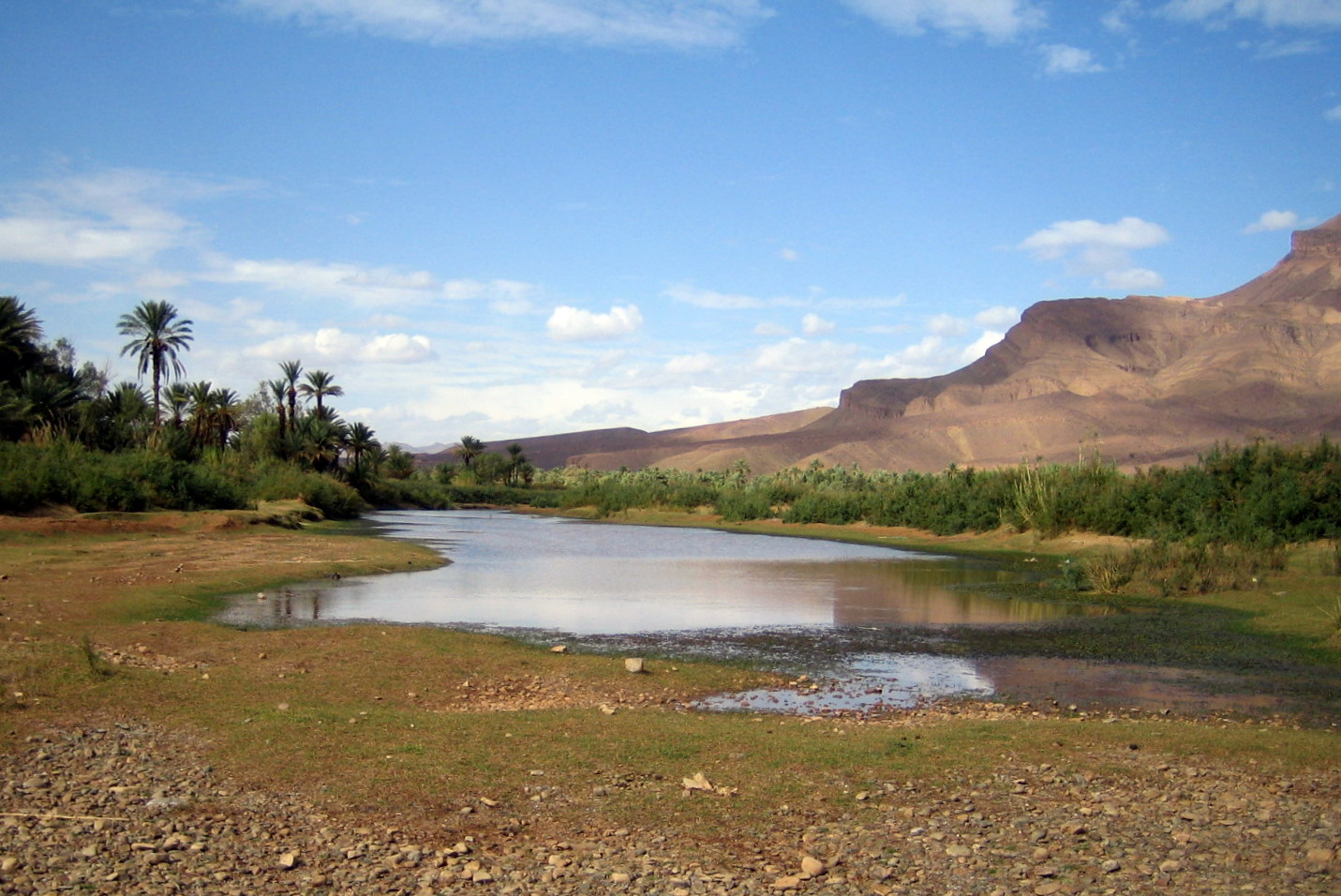
Wadi Draa bei Agdz, Marokko

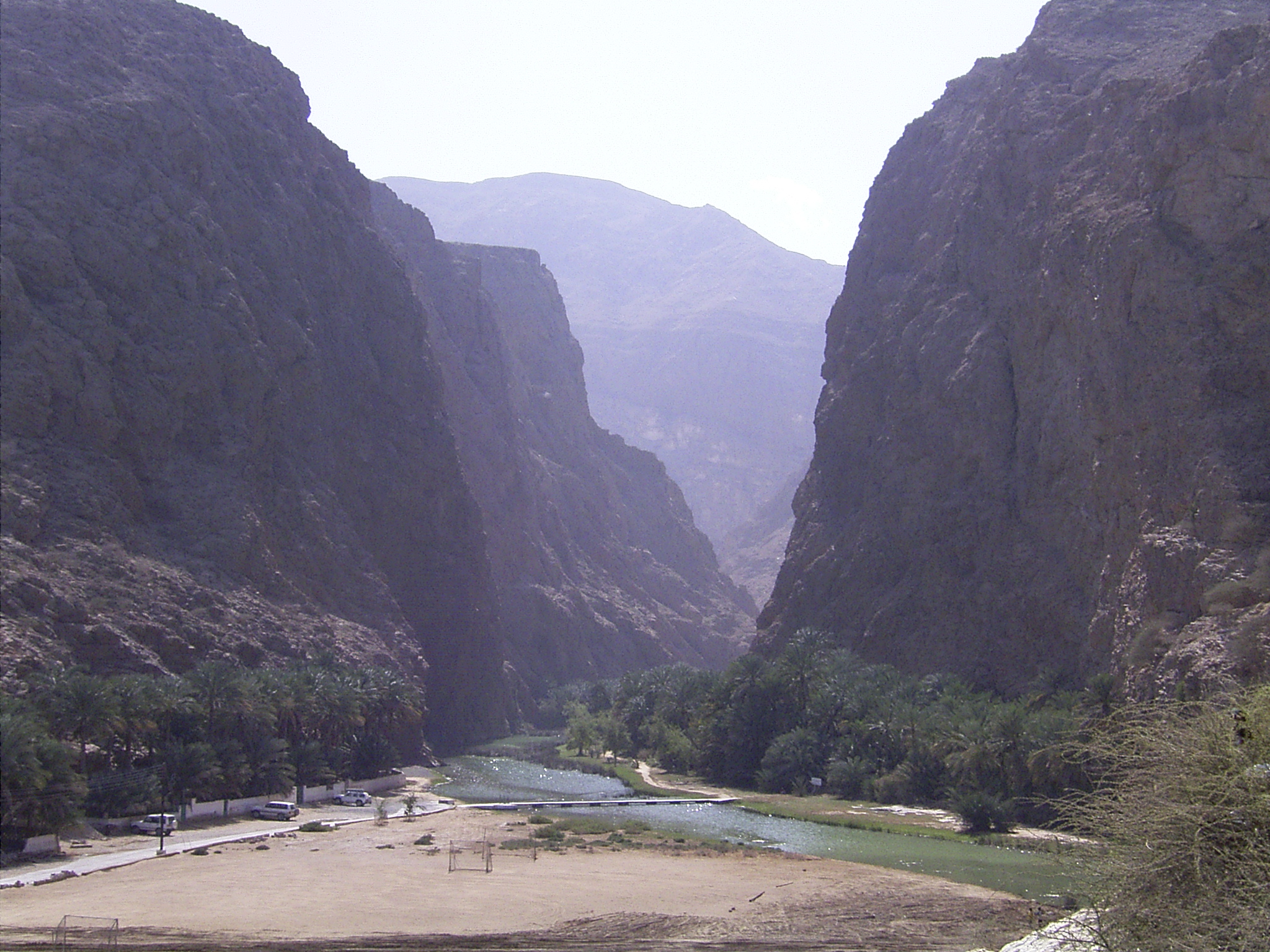
Wadi ash Shab in der Sharqiyah-Nord-Region (Küste nordwestlich von Sur, Oman)

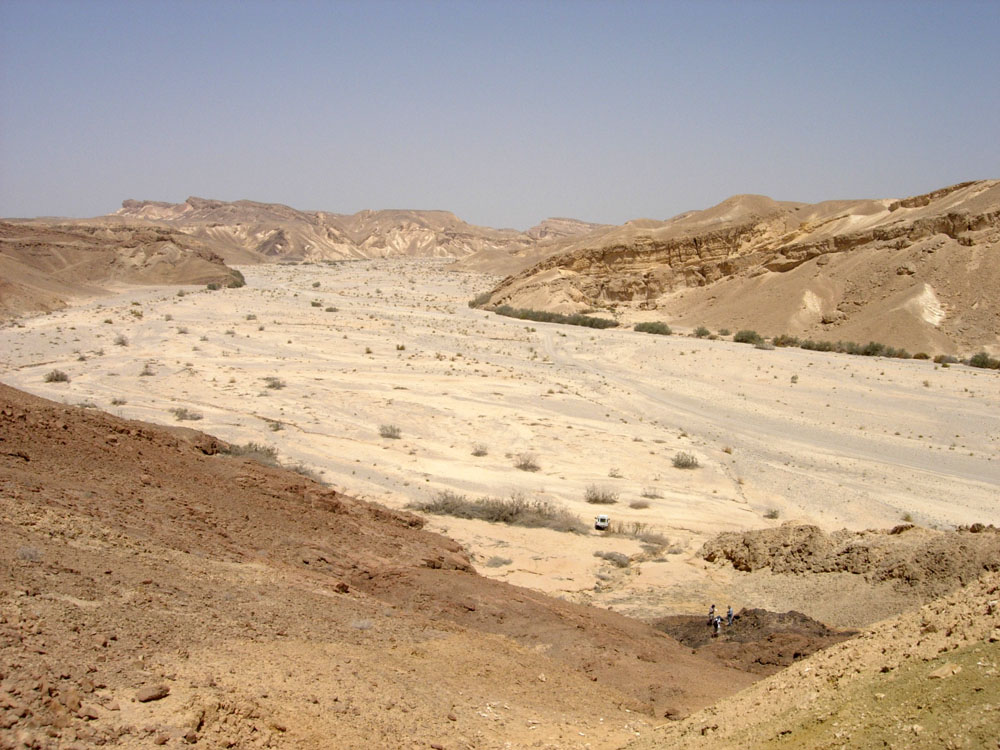
Wadi des Nachal Paran (Negev-Wüste, Israel)

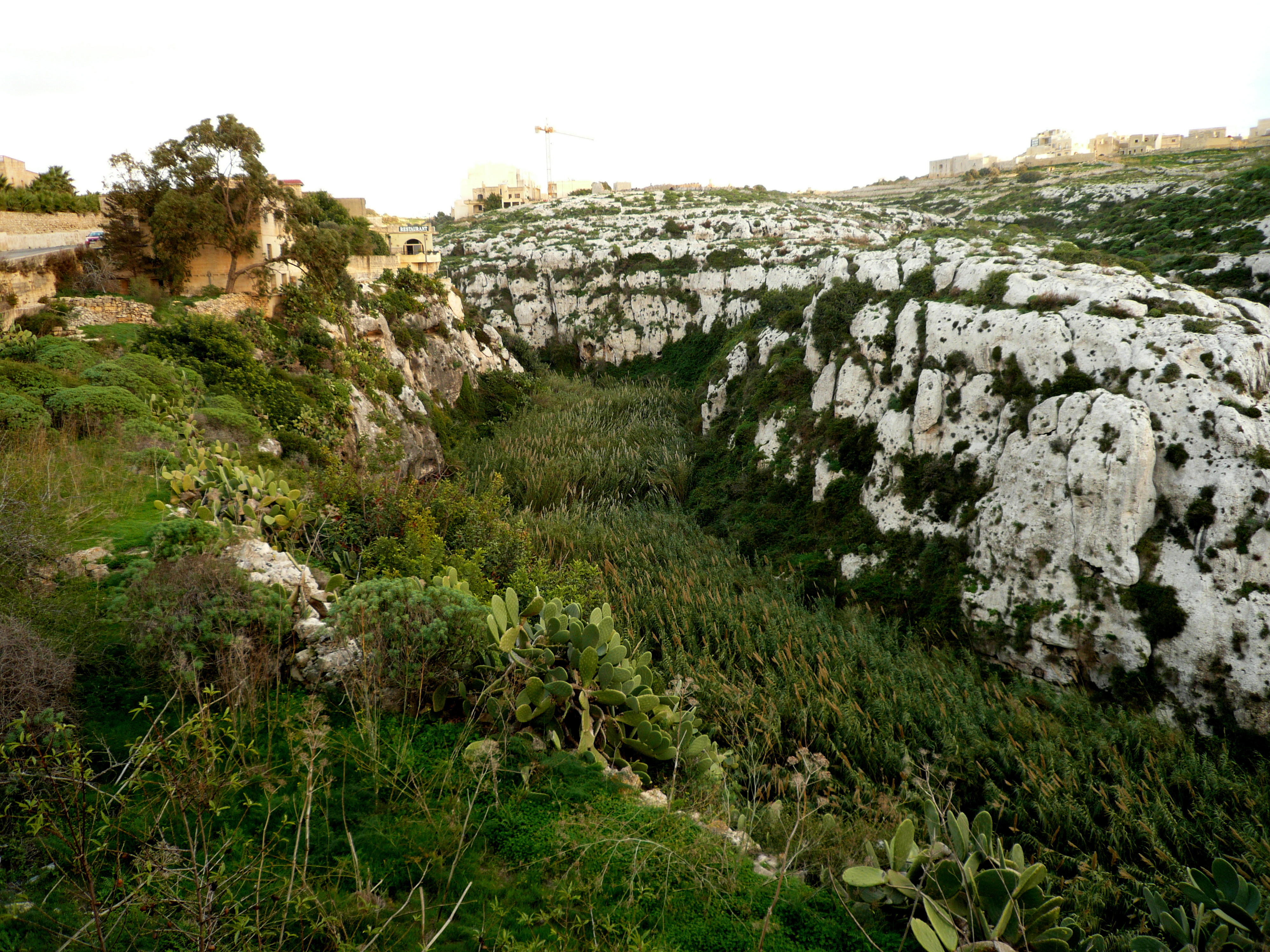
Wied tax-Xlendi im Winter (Gozo, Malta)

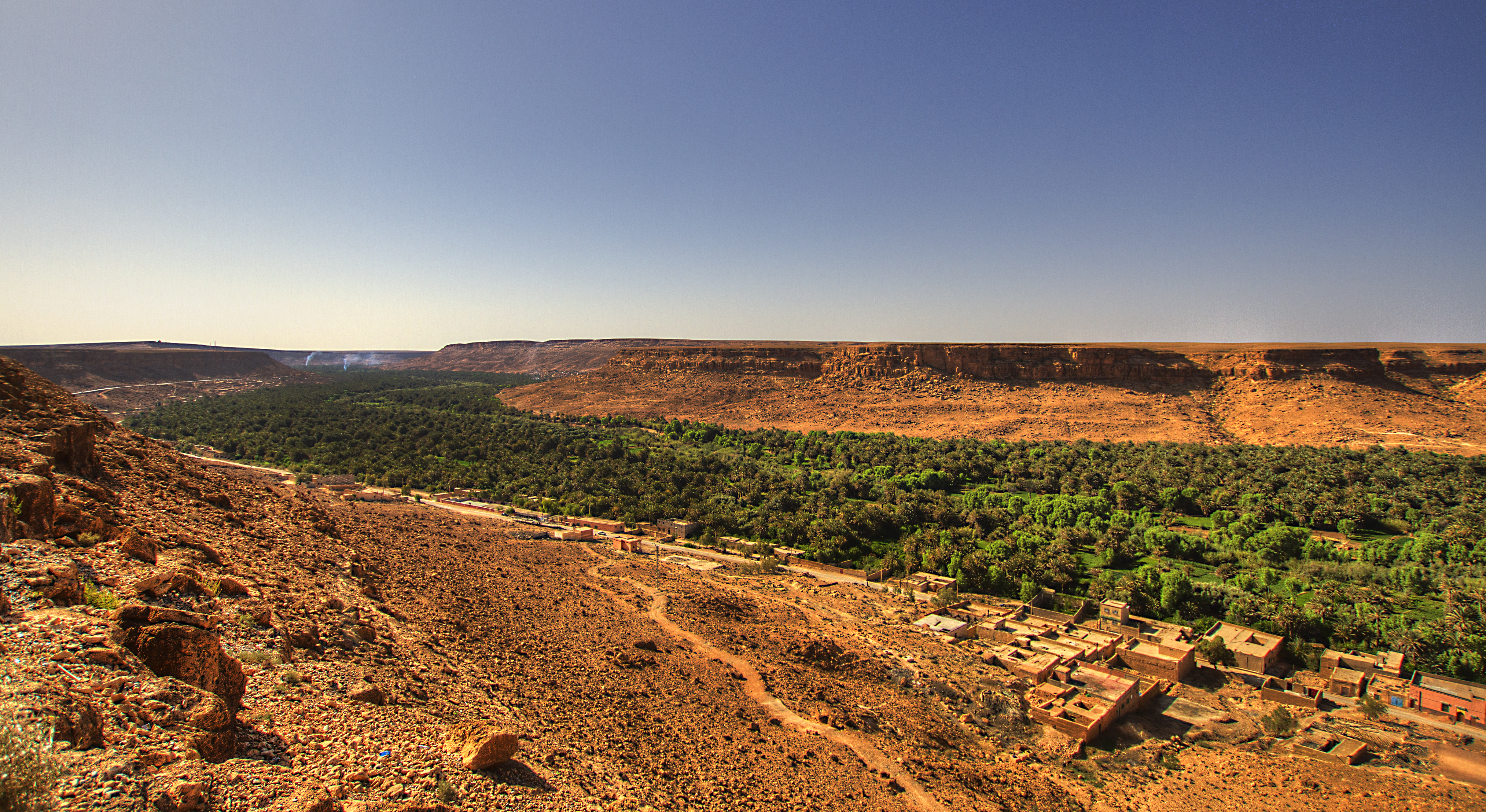
Tal des Oued Ziz, Marokko

Ein Wadi ist ein Tal oder Flusslauf, der häufig erst nach der winterlichen Schneeschmelze (z. B. im Atlasgebirge) oder nach starken oder länger anhaltenden Regenfällen vorübergehend Wasser führt. Zu überraschenden Sturzfluten kann es durch weit entfernte Gewitter kommen, die im entsprechend großen Einzugsgebiet des Wadi niedergehen. Der Aufenthalt in Wadis mit steilen Ufern, aber auch in sehr breiten Wadis kann in solchen Fällen lebensgefährlich werden.

## Etymologie
Das Wort Wadi stammt aus dem Arabischen (الوادي, DMG al-wādī, indeterminiert واد / wādin), im Maghreb heißen sie meist oued, auf Malta wied. In Spanien werden sie ramblas (von arabisch رملة ramla ‚Sandgrube‘) genannt, in Namibia und angrenzenden Ländern Rivier, in Australien Billabong.

## Vorkommen
Wadis ist die Bezeichnung von Trockentälern in den Wüstengebieten Nordafrikas, Vorderasiens und teilweise Spaniens und Zyperns. Auch in den Wüstengebieten Australiens und im südlichen Afrika (z. B. in Namibia) sowie in Nord- und Südamerika gibt es jahrzehntelang ausgetrocknete Flussläufe; eines der bekanntesten Beispiele ist der Río Supe in Peru.
Wadis können sowohl nur wenige Meter breite, unpassierbare felsige Täler wie auch flache kilometerbreite Flussbetten sein. Sie können dauerhaft Wasser führen oder nur bei extrem seltenen Unwettern großflächig unter Wasser stehen. Wadis erscheinen häufig trocken, aber das Wasser fließt im porösen Sediment- oder Karstgestein im Untergrund und tritt je nach geführter Wassermenge an unterschiedlichen Stellen an die Oberfläche und bildet Oasen. Bäume, Sträucher und Palmen sind Anzeiger für solche unterirdischen Fließgewässer. Durchgängig oberirdische Flüsse wie in Europa, Asien und Nordamerika entstehen nur bei regelmäßig wiederkehrenden großen Niederschlagsmengen am Oberlauf.

## Gefahren
Wadis können je nach geographischer Lage und Landesklima monate- oder jahrelang trockenliegen, was auch zum Verschwinden der Spuren früherer Überflutungen führen kann. Für Ortsunkundige bzw. Touristen ist daher oft schwer oder nicht erkennbar, dass die sie umgebende, eventuell große Ebene nach starken Regenfällen mindestens in Teilen zu einem (auch breiten) Wasserlauf wird. Dies stellt eine konkrete Gefahr besonders für Individualreisende mit Pkw oder auch Geländewagen dar, die in Wüstenregionen der Erde immer wieder auch zu Todesfällen führt. Dies rührt auch daher, dass Wadis oft im Trockenzustand als Campstelle Vorteile bieten können, etwa Schutz vor Wind bei schmaleren bzw. tief ausgewaschenen Wadis. Eine der Grundregeln bei Reisen in Wüstenregionen ist daher, keinesfalls in einem offensichtlich erkennbaren Wadi oder in dessen Nähe zu übernachten.
Besondere Sorgfalt, insbesondere z. B. durch Befragung von Einheimischen bzw. Studium entsprechender Spezial-Reiseführer und Auto-Tourenführern, ist daher im Fall der Übernachtung in der Natur per Zelt oder im Fahrzeug auf die Wahl des Camp-Standortes zu legen. Einer der Gefährdungsfaktoren ist dabei, dass relativ schnell – teils innerhalb weniger Minuten – ansteigende Wasserpegel in zuvor trockenen Wadis durch Regenfälle in mehrere zehn Kilometer entfernten Bergregionen ausgelöst werden können, die am Standort des Lagers nicht bzw. kaum zu bemerken sind.

## Bekannte Wadis
- Wadi al-Ahmar (Libyen)
- Wadi al-Hitan (Ägypten)
- Wadi Bani Khalid (Oman)
- Wadi Darbat (Region Dhofar in Oman)
- Wadi Darna (Libyen)
- Wadi Dinar (Libyen)
- Wadi Djedi (Algerien)
- Wadi Draa (Marokko)
- Wadi Fira (Tschad)
- Wadi Halfa (Sudan)
- Wadi Hadramaut (Jemen)
- Wadi Hammamat (Ägypten)
- Wadi Musa (Jordanien), der heutige Ort um Petra
- Wadi Mudschib (Jordanien)
- Wadi Nisnas (Israel)
- Wadi Rayan (Ägypten)
- Wadi Rum (Jordanien)
- Wadi Sura (im Gilf el-Kebir in Ägypten)
- Wadi Tafna (Algerien)
- Wadi Tharthar (Irak)
- Wadi Tumilat (Ägypten)
- Wadi el-Hol (Ägypten)
- Wadi Nadschran (Saudi-Arabien)
- Wadi Ziz (Marokko)